# برايان ماكوين (لاعب كرة قدم)
برايان ماكوين (بالإنجليزية: Brian McKeown)‏ هو لاعب كرة قدم بريطاني في مركز الدفاع، ولد في 31 أكتوبر 1956 في ماذرويل ‏ في المملكة المتحدة. لعب مع كوين أوف ساوث.